# لي دوران
لي دوران (بالإنجليزية: Lee Doran)‏ هو لاعب دوري الرغبي بريطاني، ولد في 23 ديسمبر 1981 في ويغان في المملكة المتحدة.

## روابط خارجية
- لي دوران على موقع اتحاد ألعاب الكومنولث (مؤرشف) (الإنجليزية)